# Batalla de Barnet
La batalla de Barnet va ser una batalla decisiva de la guerra de les Dues Roses, un conflicte dinàstic del segle XV a Anglaterra. L'acció militar, juntament amb la posterior batalla de Tewkesbury, va assegurar el tron d'Eduard IV d'Anglaterra. El 14 d'abril de 1471 prop de Barnet, llavors una petita ciutat al nord de Londres, Eduard va dirigir a la Casa de York en la seva lluita pel tron contra Enric VI d'Anglaterra de la Casa de Lancaster. Al capdavant de l'exèrcit de Lancaster anava Ricard Neville, comte de Warwick, que va tenir un paper crucial en la destí de cada rei. Els historiadors consideren la batalla com un dels enfrontaments més importants de la Guerra de les Roses, ja que es va produir un gir decisiu en la sort de les dues cases. La victòria d'Eduard va ser seguida per catorze anys de govern dels York sobre Anglaterra.
Anteriorment una figura clau en la causa de York, Warwick va desertar als Lancaster per desacords sobre el nepotisme d'Eduard, el matrimoni secret, i la política exterior. Lidereant un exèrcit dels Lancaster, el comte va derrotar els seus antics aliats, la qual cosa va obligar a Eduard IV a fugir als Països Baixos Borgonyons. El rei Eduard va persuadir al seu amfitrió, Carles el Temerari, per ajudar-li a recuperar el tron anglès. Liderant un exèrcit reclutat amb diners de Borgonya, Eduard va llançar la seva invasió d'Anglaterra, que va culminar en els camps de Barnet. A l'empara de la foscor, els yorkistes es van apropar als de Lancaster, i es van enfrontar en una espessa boira en la matinada. Mentre les principals forces lluitaven en la batalla, John de Vere, 13è Comte d'Oxford i les seves tropes van derrotar l'ala esquerra dels homes de York sota el comandament de William Hastings, 1r Baró de Hastings, perseguint-los fins a Barnet. Al seu retorn al camp de batalla, als homes d'Oxford els van disparar per error els seus aliats comandats per John Neville, 1r Marquès de Montagu. Crits de traïció es van propagar a través de les línies Lancaster, pertorbant la seva moral i provocant que molts abandonessin la lluita, amb el que els Lancaster van perdre la batalla. Durant la retirada, Warwick va ser mort per soldats yorkistes.
Warwick havia estat una figura influent en la política del segle xv al grau que, a la seva mort, cap anglès el va igualar en termes de poder i popularitat. Privats del suport de Warwick, els de Lancaster van sofrir la seva derrota final a la batalla de Tewkesbury el 4 de maig de 1471, que va marcar la caiguda de la casa de Lancaster i l'ascens de la Casa de York. Tres segles després de la batalla de Barnet, un obelisc de pedra va ser aixecat en el lloc on suposadament va morir Warwick.

## Antecedents
La guerra de les Roses van ser una sèrie de conflictes entre els diversos senyors anglesos i nobles en suport de les dues famílies reals existents en aquest moment. En 1461, el conflicte va aconseguir una fita quan la Casa de York va substituir al seu rival, la Casa de Lancaster, a la casa governant real d'Anglaterra. Eduard IV d'Anglaterra, capdavanter dels yorkins, es va apoderar del tron del rei de Lancaster, Enric VI d'Anglaterra, que va ser capturat en 1465 i empresonat a la Torre de Londres.
La reina de Lancaster, Margarida d'Anjou, i el seu fill, Eduard de Lancaster, va fugir a Escòcia i va establir una resistència organitzada. Eduard IV va aixafar les revoltes, i va pressionar al govern escocès per obligar Margaret a sortir; la casa de Lancaster es va exiliar a França. Conforme els Yorkistes incrementaven el seu control sobre Anglaterra, Eduard recompensa els seus partidaris, incloent al seu principal assessor, Ricard Neville, 16è comte de Warwick, elevant-los als títols més alts i atorgar-los terres confiscades dels seus enemics derrotats. el comte va desaprovar la regla del rei, no obstant això, més tard la seva relació es va tornar tibant.
Warwick havia planejat que Eduard es casés amb una princesa francesa Bona de Savoia: per crear una aliança entre els dos països. El jove rei, no obstant això,va afavorir els llaços amb Borgonya, i, en 1464, va enfuriar encara més al comte en casar-se en secret amb Elizabeth Woodville; com una vídua empobrida de Lancaster, que va ser considerat pels yorkins com una reina inadequada. Eduard va concedir regals de terra i títols sobre les seves relacions i va arreglar els seus matrimonis amb famílies riques i poderoses. Els solters elegibles van ser aparellats amb les dones de Woodville, estrenyent les perspectives del matrimoni per a les filles de Warwick. A més, el comte va ser ofès per dos fòsfors que implicaven als seus parents. El primer va ser el matrimoni de la seva tia, Lady Katherine Neville, de més de 60 anys, amb el germà d'Elizabeth, John Woodville, de 20 anys, una parella considerada fora del matrimoni normal per moltes persones. L'altre era la núvia del seu nebot, la filla d'Henry Holland, 3r Duc d'Exeter, qui va ser pres com a núvia pel fill de la reina, Thomas Gray, amb l'aprovació d'Edward. Exasperat per aquests actes, Warwick va decidir que els Woodvilles eren una influència maligna en el seu senyor. Se sentia marginat: la seva influència sobre el jove rei estava fallant, i va decidir prendre mesures dràstiques per forçar el compliment d'Eduard. El pla alternatiu de Warwick era reemplaçar al Rei amb el seu conspirador, el duc de Clarence, el germà menor d'Eduard.
Instigant diverses rebel·lions en el nord, Warwick va atreure al rei lluny del seu bastió principal de l'ajuda en el sud. Eduard es va trobar en inferioritat numèrica; mentre es retirava, es va assabentar que Warwick i Clarence havien demanat un suport obert a la rebel·lió. Després de guanyar la batalla d'Edgecote Moor el 26 de juliol de 1469, el comte va trobar al rei de Yorkist abandonat pels seus seguidors, i el va portar al castell de Warwick com a "protecció". Els partidaris de Lancaster van aprofitar l'empresonament d'Eduard per realitzar aixecaments. A causa que la majoria dels senyors de la guerra alineats amb els Yorkistes es van negar a reunir-se amb Warwick, l'Earl va ser pressionat per alliberar el rei. De tornada al poder, Eduard no obertament va perseguir les transgressions de Warwick contra ell, però el Comte va sospitar que el Rei guardava rancor. Warwick va dissenyar una altra rebel·lió, aquesta vegada per reemplaçar a Eduard amb Clarence. No obstant això, els dos conspiradors van haver de fugir a França quan Eduard va aixafar l'aixecament -la batalla de Losecoat Field- el 12 de març de 1470. A través de cartes en possessió dels rebels i confessions dels líders, el Rei va descobrir la traïció de l'Earl. En un acord negociat pel rei francès, Lluís XI, el comte va acordar servir Margaret i la causa dels Lancaster. Warwick va envair Anglaterra al capdavant d'un exèrcit de Lancaster i, l'octubre de 1470, va obligar a Eduard a buscar refugi a Borgonya, llavors governat pel cunyat del Rei, Charles the Bold. El tron d'Anglaterra va ser temporalment restaurat a Enric VI; el 14 de març de 1471, Eduard va portar un exèrcit a través del Canal de la Manxa, precipitant la batalla de Barnet un mes més tard.

## Comandants

### Yorkistes
Eduard IV estava normalment en l'avantguarda dels seus exèrcits. Amb 1,91 m, va ser una figura inspiradora en el combat, atacant als enemics amb un vestit d'armadura daurada. Els textos medievals descriuen al rei com a maco, finament musculós i amb un pit ample. Ell era agradable i carismàtic, fàcilment guanyant la gent a la seva causa. Eduard era un tàctic capaç i capdavanter en batalles. Amb freqüència albirava i explotava les debilitats defensives en les línies enemigues, sovint amb resultats decisius.